# California (álbum)
California é o sétimo álbum de estúdio  da banda estadunidense Blink-182, lançado em 1 de julho de 2016 pela BMG. É o primeiro álbum do grupo com o vocalista e guitarrista Matt Skiba, que substituiu Tom DeLonge. Depois da turnê e lançamento de Neighborhoods (2011), se tornou difícil para a banda gravar um novo material, devido aos vários projetos de Tom. Depois de desavenças o membros remanescentes do trio—o vocalista e baixista Mark Hoppus e baterista Travis Barker—anunciaram a separação de Tom DeLonge e recrutaram Matt Skiba, vocalista da banda Alkaline Trio
O álbum foi anunciado no dia 27 de abril de 2016. O single "Bored to Death" estreou no mesmo dia.
O álbum foi bem recebido pela crítica especializada, mas também recebeu muitas resenhas negativas.
No dia 11 de outubro de 2016, o segundo single do álbum, "She's Out Of Her Mind", foi anunciado. No dia 20 de outubro de 2016, seu clipe estreou no quadro Flash Frame, do Spotify. O vídeo faz uma releitura do clássico "What's My Age Again", do álbum "Enema Of The State", de 1999. É estrelado pelas estrelas do Vine, Lele Pons, Hannah Stocking e Vale Genta, além do comediante Adam Devine.
É o primeiro álbum da banda a ser indicado a um Grammy e o segundo a alcançar a primeira posição da Billboard 200.

## Faixas[7]
1. "Cynical" – 1:55
2. "Bored to Death" – 3:55
3. "She's Out of Her Mind" – 2:42
4. "Los Angeles" – 3:03
5. "Sober" – 2:59
6. "Built This Pool" – 0:16
7. "No Future" – 3:45
8. "Home Is Such a Lonely Place" – 3:21
9. "Kings of the Weekend" – 2:56
10. "Teenage Satellites" – 3:11
11. "Left Alone" – 3:09
12. "Rabbit Hole" – 2:35
13. "San Diego" – 3:12
14. "The Only Thing That Matters" – 1:57
15. "California" – 3:10
16. "Brohemian Rhapsody" – 0:30
17. "Hey, I'm Sorry" – 4:01 (Bônus Versão Japonesa)

## Créditos

### Banda
- Mark Hoppus – vocal e baixo
- Matt Skiba – vocal e guitarra
- Travis Barker – bateria

## Tabelas musicais
| Paradas (2016)                      | Melhor posição |
| ----------------------------------- | -------------- |
| Austrália (ARIA)                    | 2              |
| Áustria (Ö3 Austria Top 40)         | 2              |
| Bélgica (Ultratop Flandres)         | 9              |
| Bélgica (Ultratop Valônia)          | 25             |
| Canadá (Billboard)                  | 1              |
| República Tcheca (ČNS IFPI)         | 1              |
| Países Baixos (Dutch Charts)        | 21             |
| França (SNEP)                       | 29             |
| Irlanda (IRMA)                      | 5              |
| Itália (FIMI)                       | 4              |
| Nova Zelândia (RMNZ)                | 4              |
| Noruega (VG-lista)                  | 18             |
| Suécia (Sverigetopplistan)          | 26             |
| Suíça (Schweizer Hitparade)         | 3              |
| Reino Unido (Official Albums Chart) | 1              |
| Estados Unidos (Billboard 200)      | 1              |

Certificações
| País           | Certificador | Certificação |
| -------------- | ------------ | ------------ |
| Austrália      | ARIA         | Ouro         |
| Reino Unido    | BPI          | Prata        |
| Estados Unidos | RIAA         | Ouro         |